# Yamazaki Toyoko

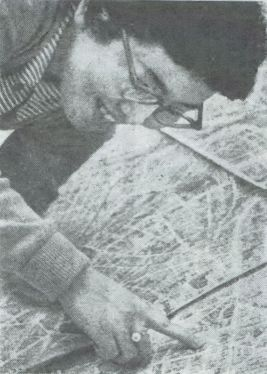
Yamazaki Toyoko, 1960

Yamazaki Toyoko (japanisch 山崎 豊子, eigentlich Sugimoto Toyoko; geboren 2. Januar 1924 in Osaka; gestorben 29. September 2013) war eine japanische Schriftstellerin, die in ihren Büchern meist tatsächliche Geschehnisse verarbeitete. 

## Leben und Wirken
Yamazaki Toyoko wurde im Hafenviertel von Osaka geboren, wo die Eltern ein alteingesessenes Geschäft mit Kombu betrieben. Sie machte ihren Studienabschluss an der „Kyōto joshi semmon gakkō“ (京都女子専門学校), der Vorläufereinrichtung der heutigen „Kyōto Women's University“ (京都女子大学, Kyōto joshi daigaku). 1945 wurde sie Mitarbeiterin der Osaka-Niedrlassung der Mainichi Shimbun, wo sie als Reporterin für Familienangelegenheiten arbeitete. Der Schriftsteller Inoue Yasushi förderte sie bei ihren Bemühungen, Schriftstellerin zu werden. Ihr erster Roman „Hana noren“ (花のれん) – „Blumen-Noren“ erschien 1958 und wurde mit dem Naoki-Preis ausgezeichnet. Er ist eine Geschichte über das Leben eines Geschäftsmannes in Osaka. Yamazaki verließ die Zeitung und begann als freie Schriftstellerin zu arbeiten.
1959 erschien u. a. „Bonchi“ (ぼんち), 1963 „Nyokei kazoku“ (女系家族), 1964 „Kamon“ (花紋). Der 1965 veröffentlichte Roman „Shiroi kyotō“ (白い巨塔) – „Der Elfenbeinturm“ befasst sich mit Machtkampf und dem Fehlverhalten der medizinischen Welt. Das Werk, das als Fortsetzungsgeschichte sonntags erschien, wurde ein großer Erfolg. „Fumō chitai“ (不毛地帯) – „Unfruchtbare Gegend“. erschien von 1973 bis 1979; es ist eine Geschichte über die Sorgen eines Mitarbeiters, der an der Entwicklung eines Ölfeldes mitarbeitet. Der Roman erreichte eine Auflage von über 5 Millionen. In dem Roman „Futatsu no Sokoku“ (二つの祖国) – „Zwei Vaterländer“ geht es um die Japaner der 2. Generation in den USA und ihre Behandlung während des Zweiten Weltkriegs.
Yamazaki schrieb fleißig, dabei kam es aber mehrfach zu Verfahren wegen des Verdachts auf Plagiate. Bei „Hana no En“ (花宴) aus dem Jahr 1968 fand man, dass dieser Roman sich an Remarques „Arc de Triomphe“ anlehnt und auch Ideen aus Serizawas Paris-Buch übernommen hat. Daraufhin zog Yamazaki sich aus der „Japan Writers' Association“ zurück. Nachdem sie ein Jahr lang mit dem Schreiben aufgehört hatte, trat sie 1969 wieder dem Verein bei. In Bezug auf „Fumō chitai“ veröffentlichte der Asahi Shimbun einen Artikel, in dem darauf hingewiesen wurde, dass auch diese Werk Plagiate enthielte. Yamazaki verklagte Asahi Shimbun wegen Verleumdung, es kam dann 1978 zu einer Einigung. Ein Universitätsprofessor sah auch in „Daichi no ko“ (大地の子), für das sie 1991 den Kikuchi-Kan-Preis erhalten hatte, eine Urheberrechtsverletzung, aber Yamazaki gewann diesen Fall.